# Dorzolamid
Dorzolamid ist eine schwefel- und stickstoffhaltige, chirale heterocyclische chemische Verbindung, die sich vom Thiophen ableitet. Aufgrund ihrer Wirksamkeit als Carboanhydrasehemmer wird das reine (4S,6S)-Isomere als Arzneistoff in Augentropfen zur Senkung des Augeninnendruckes verwendet.
Ein strukturell verwandter und ähnlich wirkender Arzneistoff ist Brinzolamid.

## Eigenschaften
Dorzolamid ist ein weißes, kristallines Pulver, das sich gut in Wasser, wenig in Methanol oder Ethanol löst. Anstatt der Base wird aufgrund der besseren Handhabbarkeit und Wasserlöslichkeit das Hydrochlorid als Arzneistoff eingesetzt.

## Klinische Studien
Die Wirksamkeit von Dorzolamid als Fertigpräparat Trusopt wurde in klinischen Studien an Patienten mit Glaukomen und erhöhtem Augeninnendruck (über 23 mmHg) geprüft. Dabei konnte das Präparat in 2 %iger Dosierung den Druck um 13 bis 22 % vermindern. Diese Werte waren über einen Testzeitraum von einem Jahr konstant. In Kombination mit dem Betablocker Timolol ist in Deutschland Dorzolamid als Fertigarzneimittel Cosopt® im Handel. Es ist zur Behandlung des erhöhten Augeninnendrucks (IOD) bei Patienten mit Offenwinkelglaukom oder Pseudoexfoliationsglaukom, wenn die Monotherapie mit einem Betablocker nicht ausreicht.

## Nebenwirkungen
Häufige Nebenwirkungen sind: Übelkeit, bitterer Geschmack, Kopfschmerzen, Schwäche und Müdigkeit, am Auge: Brennen und Stechen, oberflächliche punktförmige Hornhautentzündung, Tränen, Bindehautentzündung, Lidentzündung, Lidreizung, Jucken der Augen, Verschwommensehen.

## Handelsnamen
Monopräparate
Trusopt (D, A, CH), Dorzo-Vision (D)
Kombinationspräparate
Cosopt (D, A, CH), sowie Generika (A)